# Cliffortia tuberculata
Cliffortia tuberculata är en rosväxtart som först beskrevs av William Henry Harvey, och fick sitt nu gällande namn av August Henning Weimarck. Cliffortia tuberculata ingår i släktet Cliffortia och familjen rosväxter. Utöver nominatformen finns också underarten C. t. muricata.